# Новоселова (Туринський міський округ)
Новосе́лова (рос. Новосёлова) — присілок у складі Туринського міського округу Свердловської області.
Населення — 75 осіб (2010, 124 у 2002).
Національний склад населення станом на 2002 рік: росіяни — 77 %.